# Wincenty Dadzibóg Kamieński
Wincenty Dadzibóg Kamieński herbu Ślepowron, krypt.: W. K.; W. K.....; W. K.*** (ur. ok. 1768 na Humańszczyźnie, zm. po 1812) – polski poeta i tłumacz.

## Życiorys
Urodził się około roku 1768 w szlacheckiej rodzinie unickiej, jako syn Kazimierza (zarządcy starostwa kaniowskiego, właściciela wsi Jampolczyk, od roku 1769 starosty drohickiego), i Karoliny z Matczyńskich. Otrzymał staranne wykształcenie prawnicze, 20 października roku 1783 składał przysięgę na urząd obrońcy w Sądzie Zwyczajnym Trybunału Głównego w Lublinie. Począwszy od roku 1791 (przez niemal 4 lata) sprawował urząd wojskiego w Trembowli. Wspólnie ze swym bratem Tadeuszem, 30 stycznia roku 1796 sprzedali, z upoważnienia ojca, wieś Jampolczyk i murowany dworek w Kamieńcu Podolskim. Wkrótce potem przeniósł się do Lwowa. Około roku 1805 poślubił Domicelę z Olszewskich Hadziewiczową (wdowę po Janie Hadziewiczu). Wspólnie z żoną był współwłaścicielem połowy dóbr Wołosów w Stanisławowskiem.
Data śmierci nieznana (żył i publikował jeszcze w roku 1812).

## Twórczość

### Ważniejsze utwory
1. Gaj. Poema oryginalne w 5 pieśniach. Przez W. K., brak miejsca wydania 1809
2. Przypadki lubelskie. Poema oryginalne, wierszem takim jak „Monachomachium” ułożone, w 10 pieśniach. Przez W. K., brak miejsca wydania 1810; fragmenty przedr. P. Hertz w: Zbiór poetów polskich XIX w., księga 1, Warszawa 1959; rękopis: Ossolineum, sygn. 4576/I
3. Bajki, Lwów 1812; kilka bajek przedr. P. Hertz w: Zbiór poetów polskich XIX w., księga 1, Warszawa 1959.

### Przekłady
- Cnota w drodze do szczęścia, czyli Aspazja. Przypadki angielskie, tłumaczenie W. K.***, t. 1-2, Warszawa 1803 (pod krypt.: W. K.....); kryptonim rozwiązany według domniemania Estreichera II (1874) 344.
- Voltaire: Semiramis. Tragedia Woltera, tłumaczenia Wincentego Kamieńskiego (tekst polski i francuski), autograf: Biblioteka Akademii Nauk USRR Lwów (zbiory Baworowskich, sygn. 764/I).

## Utożsamianie
Nie należy utożsamiać go z urodzonym nieco później Wincentym Kamieńskim, pełniącym funkcję sekretarza Komisji Rządzącej Wyznań Religijnych i Oświecenia Publicznego (1820), który był także członkiem loży wolnomularskiej Polacy Zjednoczeni. Współcześnie żyli także 2 inni Kamieńscy tegoż samego imienia i herbu: Wincenty, syn Franciszka i Apolonii Ochockiej, skarbnik wiski; Wincenty z powiatu grodzieńskiego, syn Jerzego.